# ليوناردو دي تشيزاري
ليوناردو دي تشيزاري (بالإسبانية: Leonardo Di Cesare)‏ هو رسام وكاتب سيناريو ومخرج أرجنتيني، ولد في 2 نوفمبر 1968 في الأرجنتين.

## وصلات خارجية
- ليوناردو دي تشيزاري على موقع IMDb (الإنجليزية)
- ليوناردو دي تشيزاري على موقع ألو سيني (الفرنسية)
- ليوناردو دي تشيزاري على موقع أول موفي (الإنجليزية)
- ليوناردو دي تشيزاري على موقع قاعدة بيانات الفيلم (الإنجليزية)
- ليوناردو دي تشيزاري على موقع كينوبويسك (الروسية)